# 陣取り
陣取り（じんとり、じんどり）とは、戦いにおいて、互いの陣地・陣を奪うことをいう。現代日本語では、子供の遊びの名として使われる。この場合、子供達が二手に分かれ、陣地と決めた場所等を互いに奪い合う遊びをいう
。
また、動詞である「陣取る（じんどる）」の名詞形としての用法や意味がある。戦闘や軍事目的の陣や陣地を、ある場所に確保し築くという意味と、関連して、特定の場所などを占拠する・自分たち専門に使用するというような意味の動詞の名詞形である。

## 概説
陣取りは、陣取り合戦ともいい、戦国時代の日本で行われた陣地を争奪する戦闘（合戦）が念頭されている。実際の陣地を争う戦闘を、子供向けの遊びとして模擬化したものの呼称になる。
第二の動詞での意味からすると、遊びではなく、実戦の軍事陣地を築くこと、確保することが陣取りの意味になる。これは、実際の戦闘でのこの言葉の使い方に通じる。

### 実際の戦闘での言葉
時代小説や歴史小説では、戦国などの武将のあいだの戦闘で、陣や陣地を争奪するものを、陣取り・陣争い、あるいは陣取り合戦などと称する。
日本に限らず、世界的に、戦闘を行う場合は、陣を築くのが一般で、歴史上においては、数知れぬ陣取り合戦があった。古代エジプトのファラオ、ラムセス2世が、ヒッタイトのムワタリ王と対峙し、カデシュの城塞を争ったカデシュの戦いも陣取り合戦である。
アメリカ合衆国の南北戦争にいても、互いの軍事拠点をめぐって激しい陣取り合戦が繰り広げられたことが知られる。陣地に立てられた南軍の軍旗や北軍の軍旗をめぐって熾烈な争奪戦が行われた。
日露戦争においても、旅順攻囲戦の決定的戦闘となった203高地奪取の戦いで、乃木中将を司令官とする日本軍は陣地攻略に苦戦し夥しい戦死者を出した。

### 将棋等での陣取り
将棋や囲碁は、戦闘あるいは一国と一国の命運をかけた戦いを、遊技盤の上でシミュレートするゲームであるが、これらのゲームにおいても、防衛のための駒の配列を「陣・陣地」と呼ぶことがある。陣を築くとは、将棋などにおいて、防衛しやすく攻めやすい駒の配置を築くことである。このように築かれた陣・陣地を、互いに攻めて陣崩しを行うことを、陣取りという。

### 商戦などでの比喩
現代の商業上の争いでも、比喩的な用法で、シェアの争奪や、販売先・エリアの争奪などで、陣取りや陣取り合戦が使われる。特に、いかにもそれらしい比喩としての陣取り合戦としては、書店の棚を自社の出版物専用に確保できるかどうかという、書店の陳列棚をめぐる陣取り合戦がある。